# Cour du Roi-François
Cour du Roi-François är en återvändsgata i Quartier de Bonne-Nouvelle i Paris andra arrondissement. Gatans namn är av oklart ursprung. Cour du Roi-François börjar vid Rue Saint-Denis 194.

## Bilder
| - Notre-Dame-de-Bonne-Nouvelle. - Square Émile-Chautemps. |

## Omgivningar
- Notre-Dame-de-Bonne-Nouvelle
- Square Émile-Chautemps
- Rue du Ponceau
- Rue Guérin-Boisseau

## Kommunikationer
- Tunnelbana – linjerna   – Réaumur – Sébastopol
- Busshållplats Réaumur – Sébastopol – Paris bussnät

### Webbkällor
- ”Cour du Roi-François”. Mairie de Paris. https://web.archive.org/web/20160303205240/http://www.v2asp.paris.fr/commun/v2asp/v2/nomenclature_voies/Voieactu/8297.nom.htm. Läst 4 oktober 2023.
- ”Cour du Roi-François (2ème arrondissement)”. Les rues de Paris. https://web.archive.org/web/20190926230738/http://www.parisrues.com/rues02/paris-02-cour-du-roi-francois.html. Läst 4 oktober 2023.